# Banfora

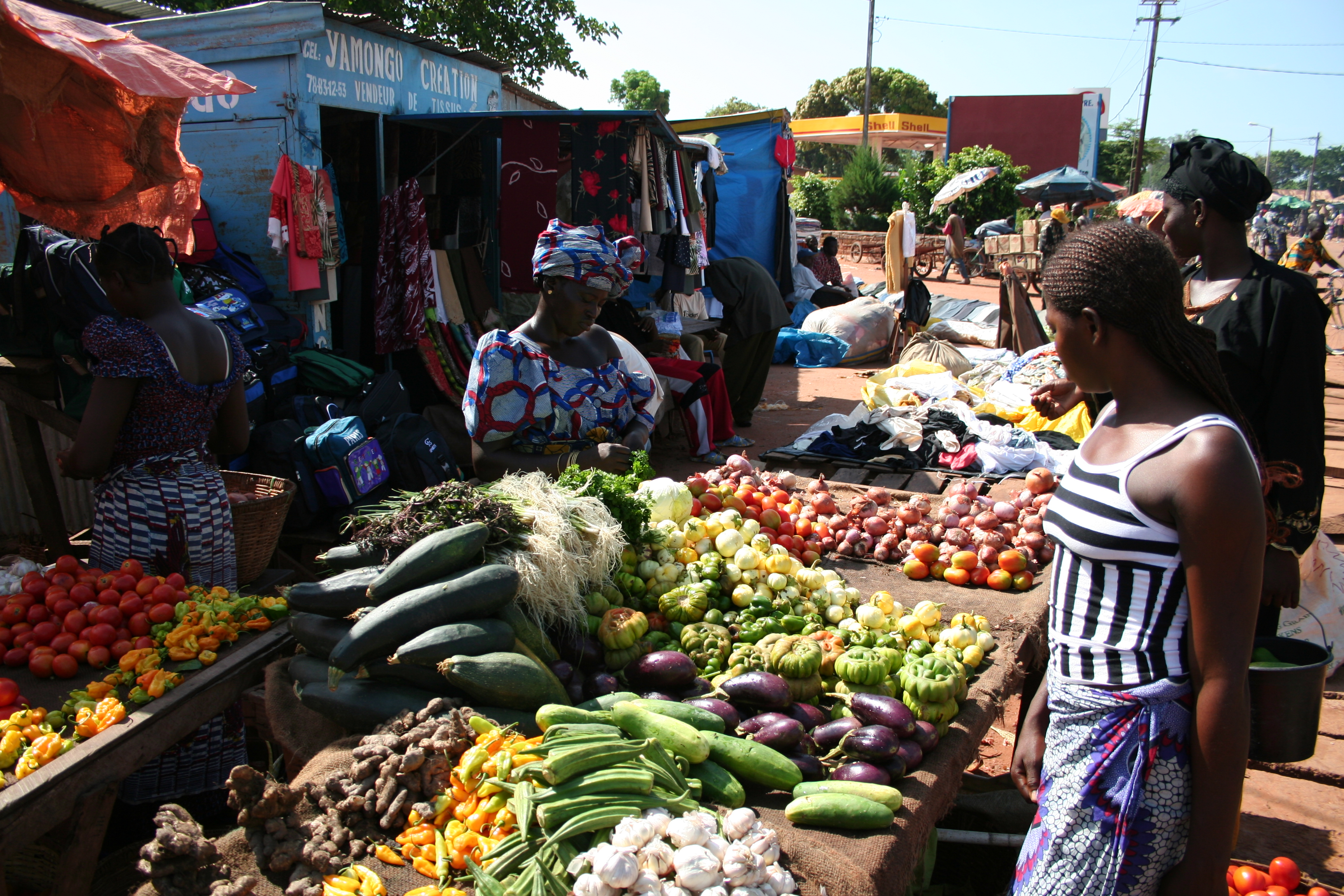
Marknad i Banfora.

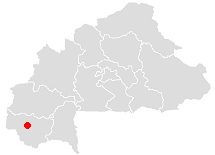
Banforas läge i Burkina Faso.

Banfora är en stad och kommun i sydvästra Burkina Faso och är administrativ huvudort för provinsen Comoé. Staden är landets fjärde största och hade 75 917 invånare vid folkräkningen 2006, med totalt 109 824 invånare i hela kommunen.